# Meigenia cinerea
Meigenia cinerea là một loài ruồi trong họ Tachinidae.